# Chirurgie vasculară
Chirurgia vasculară este specialitatea chirurgicală care se ocupă cu diagnosticul și tratamentul chirurgical al bolilor vasculare arteriale, venoase și limfatice.